# Stefano De Martino
Stefano De Martino (Torre Annunziata, 3 ottobre 1989) è un conduttore televisivo, ballerino e showman italiano.

## Biografia
Nato e cresciuto a Torre Annunziata, in provincia di Napoli, ha fatto i primi passi nel settore della danza all'età di dieci anni. In gioventù ha lavorato come cameriere, barista, parcheggiatore, fruttivendolo e poi anche in un call center. Nel 2007 riesce ad aggiudicarsi una borsa di studio a New York, presso il Broadway Dance Center, grazie a cui ha l'opportunità di entrare in contatto con la danza moderna e contemporanea. Dopo aver lavorato nella Oltre Dance Company con la coreografa Macia Del Prete, nel 2009 partecipa come concorrente alla nona edizione del talent show Amici di Maria De Filippi su Canale 5, venendo eliminato in semifinale e classificandosi primo tra i ballerini. Vince un contratto con il Complexions Contemporary Ballet che gli permette di prendere parte a un tour che lo porta in Nuova Zelanda, Australia e Hawaii.
Dal 2010 è di nuovo ad Amici di Maria De Filippi, questa volta in qualità di ballerino professionista. Nel frattempo lavora come insegnante di danza e coreografo. Nel 2011, nel balletto di Luciano Cannito Cassandra, interpreta il ruolo di Enea accanto a Rossella Brescia. 
Nel 2015 De Martino diventa supporter e conduttore del daytime di Amici di Maria De Filippi. Nello stesso anno è uno dei protagonisti di Pequeños gigantes, programma condotto da Belén Rodríguez andato in onda all'inizio del 2016 su Canale 5, capitanando la squadra "Gli incredibili". A partire dal 2016 entra nel cast di Selfie - Le cose cambiano, condotto da Simona Ventura su Canale 5, in cui è uno dei mentori.
Nel 2018 è l'inviato del reality show di Canale 5 L'isola dei famosi, condotto da Alessia Marcuzzi.
Dal 2019 al 2020 conduce su Rai 2 il programma comico Made in Sud, affiancato da Fatima Trotta, con la partecipazione di Elisabetta Gregoraci e Biagio Izzo. Nel medesimo anno ha condotto sempre su Rai 2 con Belén Rodríguez la Notte della Taranta, la finale del Festival di Castrocaro 2019 e, in sostituzione di Amadeus, presenta Stasera tutto è possibile, programma che conduce su Rai 2 fino al 2025. Nel 2021 è ritornato ad Amici di Maria De Filippi, con il ruolo di giudice, insieme a Stash e a Emanuele Filiberto, per poi essere confermato insieme ad essi anche per l'edizione successiva.
Dal 28 dicembre 2021 al 6 dicembre 2023 ha condotto in seconda serata su Rai 2 il suo varietà intitolato Bar Stella.
Nell'estate 2022 ha condotto in prima serata su Rai 2 insieme ad Andrea Delogu la prima edizione del Tim Summer Hits.
Il 4 giugno 2023 allo Stadio Diego Armando Maradona ha condotto Sarò con te - La festa del Napoli, lo speciale per lo scudetto del Napoli trasmesso su Rai 2 in prima serata.
È la voce narrante dell'ottava edizione de Il collegio. Il 26 dicembre 2023 ha condotto su Rai 2 Da Natale a Santo Stefano.
Dal 2 settembre 2024, dopo l'abbandono di Amadeus alla Rai, conduce il programma Affari tuoi, debuttando su Rai 1. Con la sua conduzione, il programma ottiene un inaspettato successo: per la maggior parte delle puntate, infatti, il programma supera i sei milioni di spettatori con il 30%. Con questi ascolti, De Martino non solo supera il suo predecessore Amadeus, ma anche la maggior parte delle edizioni precedenti del programma (ad ora, le edizioni condotte da Paolo Bonolis sono le uniche ad aver avuto più successo rispetto a quelle di De Martino). Visti gli ascolti record, il programma viene prolungato fino a fine giugno, dacché inizialmente si doveva chiudere a fine maggio.

## Vita privata
Nel 2009, all'interno della scuola di Amici di Maria De Filippi intraprende una relazione con Emma Marrone, terminata nel 2012. Nello stesso anno si fidanza con la showgirl argentina Belén Rodríguez, sposandola il 20 settembre 2013 e con cui ha un figlio, Santiago, nato il 9 aprile dello stesso anno. Dopo varie interruzioni e riprese della relazione, la coppia si è separata definitivamente nel 2023.

## Programmi televisivi
- Amici di Maria De Filippi (Canale 5, 2009-2010, 2011-2013, 2015-2018, 2021-2022; Real Time, 2015-2018)[N 1]
- Quelli che il calcio (Rai 2, 2013-2014)
- Pequeños Gigantes (Canale 5, 2016)
- Selfie - Le cose cambiano (Canale 5, 2016-2017)
- Speciale Uomini e donne - Le Olimpiadi della TV (Canale 5, 2017)
- L'isola dei famosi 13 (Canale 5, Italia 1, 2018) Inviato
- Made in Sud (Rai 2, 2019-2020)
- Notte della Taranta (Rai 2, 2019)
- Festival di Castrocaro (Rai 2, 2019-2020)
- Stasera tutto è possibile (Rai 2, dal 2019)
- Bar Stella (Rai 2,  2021-2023)
- Tim Summer Hits (Rai 2, 2022)
- Sarò con te - La festa del Napoli (Rai 2, 2023)
- Il collegio (Rai 2, 2023)
- Da Natale a Santo Stefano (Rai 2, 2023)
- Affari tuoi (Rai 1, dal 2024)
  -  Affari tuoi - Lotteria Italia (Rai 1, dal 2025) 
  -  Affari tuoi Speciale (Rai 1, 2025)
- Cena di Natale (Rai 1, 2024)

## Filmografia

### Attore
- Che Dio ci aiuti – serie TV, episodio 6x12 (2021)
- Il giorno più bello, regia di Andrea Zalone (2022)

## Doppiaggio
- Speedy in Arctic - Un'avventura glaciale (2020)
- Wade in Elemental (2023)

## Teatro
- Che coppia noi tre - The Show, regia di Mario Porfito (2021-2022)
- Meglio Stasera - Quasi One Man Show, regia di Riccardo Cassini (2023-2025)

## Radio
- The Voice of Radio 2 (Rai Radio 2, 2019)

## Videoclip
- Mal di testa di Elodie e Fabri Fibra (2020)